# Divizia A 1979-1980
La Divizia A 1979-1980 è stata la 62ª edizione della massima serie del campionato di calcio rumeno, disputato tra il 24 agosto 1979 e il 24 giugno 1980 e concluso con la vittoria finale dell'Universitatea Craiova, al suo secondo titolo.
Capocannoniere del torneo fu Septimiu Câmpeanu (U Cluj), con 24 reti.

## Formula
Le squadre partecipanti furono 18 e disputarono un turno di andata e ritorno per un totale di trentaquattro partite.
Le ultime tre classificate retrocedettero in Divizia B.
Le qualificate alle coppe europee furono quattro: la vincente alla coppa dei Campioni 1980-1981, seconda e terza alla Coppa UEFA 1980-1981 e la vincente della coppa di Romania alla coppa delle Coppe 1980-1981.

## Classifica finale
|    | Classifica            | G  | V  | N  | P  | GF | GS | Dif | Pt |
| -- | --------------------- | -- | -- | -- | -- | -- | -- | --- | -- |
| 1  | Universitatea Craiova | 34 | 17 | 10 | 7  | 66 | 31 | +35 | 44 |
| 2  | Steaua București      | 34 | 17 | 10 | 7  | 74 | 44 | +30 | 44 |
| 3  | FC Argeș Pitești      | 34 | 16 | 7  | 11 | 51 | 38 | +13 | 39 |
| 4  | FC Baia Mare          | 34 | 18 | 3  | 13 | 57 | 51 | +6  | 39 |
| 5  | Dinamo București      | 34 | 14 | 9  | 11 | 50 | 37 | +13 | 37 |
| 6  | Sportul Studențesc    | 34 | 16 | 5  | 13 | 44 | 34 | +10 | 37 |
| 7  | SC Bacău              | 34 | 12 | 11 | 11 | 40 | 47 | -7  | 35 |
| 8  | Politehnica Iași      | 34 | 16 | 2  | 16 | 47 | 45 | +2  | 34 |
| 9  | Chimia Râmnicu-Vâlcea | 34 | 14 | 6  | 14 | 42 | 49 | -7  | 34 |
| 10 | Politehnica Timișoara | 34 | 15 | 3  | 16 | 47 | 50 | -3  | 33 |
| 11 | Jiul Petroșani        | 34 | 12 | 9  | 13 | 26 | 39 | -13 | 33 |
| 12 | U Cluj                | 34 | 14 | 4  | 16 | 44 | 43 | +3  | 32 |
| 13 | FC Olt Scornicești    | 34 | 14 | 4  | 16 | 46 | 55 | -9  | 32 |
| 14 | FCM Galați            | 34 | 12 | 8  | 14 | 50 | 61 | -11 | 32 |
| 15 | ASA Târgu Mureș       | 34 | 13 | 5  | 16 | 45 | 46 | -1  | 31 |
| 16 | CS Târgoviște         | 34 | 12 | 7  | 15 | 48 | 53 | -5  | 31 |
| 17 | Olimpia Satu Mare     | 34 | 11 | 8  | 15 | 35 | 50 | -15 | 30 |
| 18 | Gloria Buzău          | 34 | 4  | 7  | 23 | 22 | 61 | -39 | 15 |

### Verdetti
- Universitatea Craiova Campione di Romania 1979-80.
- CS Târgoviște, Olimpia Satu Mare e Gloria Buzău retrocesse in Divizia B.

### Qualificazioni alle Coppe europee
- Coppa dei Campioni 1980-1981: Universitatea Craiova qualificato.
- Coppa UEFA 1980-1981: Steaua București e FC Argeș Pitești qualificate.